# Idrocodone
L'idrocodone o diidrocodeinone è un antidolorifico oppiaceo utilizzato per il trattamento del dolore moderato e per la sua azione antitussigena. È un farmaco semisintetico derivato dai due alcaloidi oppiacei naturali codeina e tebaina. Non è in vendita in Italia, anche se l'uso come soluzione iniettabile è stato approvato e inserito nella Tabella II sezione A del DPR n. 309/90, assieme a ossicodone e altri oppioidi. Negli Stati Uniti è commercializzato sotto forma di compresse, principalmente in associazione a paracetamolo o ad altri FANS (Farmaci Antinfiammatori Non Steroidei), così da aumentarne l'efficacia analgesica a basse dosi, riducendo perciò il rischio di dipendenza. In questa forma è l'oppiaceo più diffuso: nel 2006 sono state emesse circa 131 milioni di prescrizioni di tale principio attivo.
Nella formulazione idrocodone/paracetamolo è commercializzato come Vicodin, in quella idrocodone/ibuprofene è noto come Vicofren o Vicofrene.

## Farmacodinamica
L'idrocodone agisce legandosi ai recettori degli oppioidi, seppur con un'affinità dieci volte inferiore alla morfina. Il legame di quest'oppiode col proprio recettore, appartenente alla classe dei recettori accoppiati a una proteina G, attiva una cascata di eventi che provoca l'uscita di ioni potassio dal neurone bersaglio, iperpolarizzandolo. Questo rende la cellula nervosa iporesponsiva, diminuendo o annullando la trasmissione nocicettiva, con conseguente effetto analgesico.

## Effetti collaterali
Gli effetti collaterali dell'idrocodone annoverano reazioni allergiche, depressione respiratoria, attacchi epilettici, astenia, tinnito, nausea, vomito, stipsi e diminuzione della libido. Ha effetti depressivi sul sistema nervoso centrale. Alcuni effetti quali l'euforia, l'ansiolisi, la sonnolenza e la diminuzione del ritmo cardiaco vengono spesso sfruttati secondariamente da alcuni.
A causa dell'addizione di FANS come diclofenac, acido acetilsalicilico e ibuprofene alle preparazioni farmaceutiche, è possibile che si verifichino altri effetti collaterali quali ulcere gastriche, epatiti e insufficienza epatica. Ittero e collasso epatico sono effetti collaterali non del principio attivo oppioideo, ma (principalmente) del paracetamolo.
Il sovradosaggio di idrocodone, come tutti gli oppiacei, può rivelarsi fatale.

## Interazioni
L'idrocodone interagisce con l'alcol potenziando gli effetti sedativi sul sistema nervoso centrale e provocando sonnolenza. Allo stesso modo interagisce con gli inibitori delle monoamminossidasi così come con altri farmaci che tendono a provocare sonnolenza.

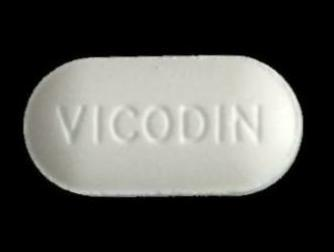
Una pillola di idrocodone + paracetamolo, commercializzata come Vicodin

## Gravidanza
Non esistono studi adeguati che attestino l'effetto teratogeno durante la gravidanza. Il farmaco dovrebbe quindi essere assunto solamente se i potenziali benefici sono maggiori dei rischi che può correre il feto.

## Idrocodone nei media
- Il medico diagnosta Gregory House, personaggio della serie televisiva Dr. House - Medical Division, è un abituale consumatore di idrocodone in associazione a paracetamolo (Vicodin) che assume per eliminare il dolore causato da un infarto alla gamba; come si può notare durante gli episodi, il consumo continuo lo ha portato a dipendenza e assuefazione dal medicinale.
- Nella serie Six Feet Under, la sorella di una delle protagoniste, Sarah, è al centro di alcuni episodi mentre viene aiutata a resistere a violente crisi d'astinenza dovute all'abuso di Vicodin per finalità antidepressive.
- Nella puntata 2x10 della serie TV Le regole del delitto perfetto la protagonista Annalise Keating consuma Vicodin per la convalescenza, a seguito di una ferita da arma da fuoco.
- La protagonista della serie Nurse Jackie consuma Vicodin per sopportare lo stress giornaliero dato dal suo lavoro come infermiera.
- Il rapper statunitense Eminem, nome d'arte di Marshall Mathers, ha seguito un corso di riabilitazione per dipendenza da Vicodin.[7] Parlerà della sua dipendenza nel suo album di ritorno, Relapse, edito nel 2009.
- Il wrestler e lottatore di arti marziali miste statunitense Brock Lesnar ha ammesso di essere stato dipendente da vodka e Vicodin durante i suoi primi anni in WWE[8].
- In una nota scena del film Sopravvissuto - The Martian, il protagonista intinge una patata in una compressa sbriciolata di Vicodin.
- Nick, uno dei protagonisti della serie televisiva Fear the Walking Dead, è un ex tossicodipendente a cui viene somministrato idrocodone per aiutarlo a disintossicarsi. In seguito si riavvicina alla tossicodipendenza proprio con l'idrocodone.
- Nel decimo episodio della quarta stagione di The Shield, Shane si burla del fatto che siano sufficienti un paio di compresse di Vicodin per truffare la macchina della verità.
- Nella serie 911 la figlia della poliziotta Athena Grant tenta il suicidio assumendo delle pillole di idrocodone dimenticate dalla mamma che le aveva usate dopo un'operazione dentaria. Nonostante l'overdose viene soccorsa in tempo.
- Nel romanzo “Il libro di Talbott” di Chuck Palahniuk viene nominato il Vicodin, da uno dei personaggi, e definito come la soluzione a qualsiasi suo bisogno.
- In "Pretty Little Liars" (episodio 3 stagione 4) una delle protagoniste, Emily Fields, assume l'idrocodone della madre.
- L'undicesima traccia del mixtape "Crack Cloud$ Over Arts Kitchen" del rapper statunitense Black Kray, intitolata "Hydr6c0don$" è dedicata principalmente all'abuso dell'Idrocodone.